# Бигелоу, Джон Милтон
Джон Милтон Бигелоу (англ. John Milton Bigelow, 1804 — 1878) — американский ботаник и хирург.    

## Биография
Джон Милтон Бигелоу родился в 1804 году.
В 1849 году после публикации трактата о травах и книги под названием Список лекарственных растений штата Огайо (англ. A list of the medicinal plants of Ohio), он присоединился к экспедиции армии во главе с лейтенантом Уипплом для исследования американо-мексиканской границы.
В 1853 году он снова присоединился к Уипплу. Именно после этой экспедиции Бигелоу совершил поездки для сбора растений в северную Калифорнию.
Джон Милтон Бигелоу умер в 1878 году.

## Научная деятельность
Джон Милтон Бигелоу специализировался на семенных растениях.

## Научные работы
- Florula Lancastriensis, 1841.